# Capitaux permanents
Le capital permanent est une partie du passif d'un bilan comptable d'une entreprise.
Ainsi, les capitaux permanents sont constitués par la somme des capitaux propres et des emprunts obligataires (dettes financières), à long terme ou à moyen terme. Les capitaux propres ou fonds propres représentent ce qui est possédé en propre par l'entreprise, autrement dit le capital social, les réserves, les provisions et les dividendes non distribués.

## Enjeux
Les capitaux permanents permettent de représenter la partie stable du passif d'une entreprise. Ils s'opposent généralement aux dettes à court terme.

## Nature
En comptabilité, les capitaux permanents d'une entreprise sont la somme :
- des fonds propres,
- des provisions
- des impôts différés
- des dettes à long terme